# 哈里·西扬德
哈里·西扬德（瑞典語：Harry Siljander，1922年12月10日—2010年5月5日），芬兰男子拳击运动员。他曾代表芬兰参加1948年和1952年夏季奥林匹克运动会拳击比赛，其中1952年奥运会获得一枚铜牌。